# 沃蒂·科比特
沃蒂·科比特（英語：Watty Corbett，1880年11月26日—1960年11月23日），英国男子足球运动员，司职边后卫。他曾代表英国国家队参加1908年夏季奥林匹克运动会足球比赛，获得一枚金牌。